# Monday.com
Monday.com (stylisé en minuscules sous la forme de monday.com) est une application web et mobile de gestion de projets.   

## Histoire
Le produit a été développé en 2010 comme outil interne de la société israélienne Wix.com,. En février 2012, Wix en a fait une spinoff sous la forme d'une société distincte nommée daPulse, avec comme CEO Roy Mann, un ancien employé de Wix. En août de la même année, la société a 1,5 million de dollars en capital risque. 
En juin 2016, la société a annoncé un tour de série A de 7,6 millions de dollars,. Le tour était mené par Genesis Partners, avec la participation d'un fonds ayant participé au précédent round, Entrée Capital. 
En avril 2017, l'entreprise a levé 25 millions de dollars. Le tour était dirigée par Insight Venture Partners, avec la participation d'investisseurs existants de la série A, Genesis Partners et Entrée Capital.  
En novembre 2017, la société a changé de marque, abandonnant daPulse au profit de monday.com. 
En juillet 2018, la société a levé 50 millions de dollars en série C.  Le tour était mené par Stripes Group, une société d’investissements basée à New-York, avec la participation d’investisseurs existants des séries A et B, d’Insight Venture Partners et d’Entrée Capital. 
En juillet 2019, la société a annoncé qu'elle avait réuni un tour de table de série D de 150 millions de dollars, portant le financement total à 234,1 millions de dollars. Le tour était dirigé par Sapphire Ventures avec la participation de Hamilton Lane, HarbourVest Partners, ION Crossover Partners et Vintage Investment Partners.  

## Produit
Monday.com est une plate-forme Web et une application mobile destinée à la gestion de tâches, notamment le suivi de projets, du temps et de la collaboration en équipe.  Le produit est personnalisable et peut s’adapter à un large éventail d’activités commerciales, y compris la R&D, le marketing, les ventes, la gestion de produits et des clients. Le produit est utilisé dans plus de 200 secteurs d'activité différents. 
L’un des concepts clés de cet outil est la centralisation de toutes les communications au sein de tableaux.  
Sur un tableau, un élément apparaît sous la forme d’une ligne, telle une ligne sur un tableur Excel, composée de cellules sur lesquelles on clique pour accéder à des informations supplémentaires ou en entrer une nouvelle, ou bien encore commenter l'élément dans son ensemble. Le tableau permet à une équipe d'avoir une vue d'ensemble, ainsi que de la décomposition des projets en fonction des membres de l'équipe, de l'état de chaque projet ou de l'arrêt temporaire d'un projet à un moment donné.  
Monday.com utilise l'interface API programmable JSON REST. L'API est capable de gérer les demandes CORS (Cross-Origin Resource Sharing) et utilise un jeton d'API comme authentification.